# Charlotte Church
Charlotte Church (ur. 21 lutego 1986 w Cardiff) – walijska piosenkarka, pisarka piosenek, aktorka i prezenterka telewizyjna.
Jako dziecko zdobyła sławę jako artystka gatunku crossover przechodząc do muzyki pop w 2005 r. Do 2007 r. sprzedała ponad 10 500 000 albumów na całym świecie. Prowadziła w brytyjskiej telewizji własny program The Charlotte Church Show. Występowała dla królowej Elżbiety II, księcia Karola i księcia Filipa, prezydenta Billa Clintona i George’a Busha, Ruperta Murdocha i Jana Pawła II. Śpiewa w kilku językach: angielskim, walijskim, francuskim, włoskim i po łacinie.